# Тутежоші Чжуцзю
Тутежоші Чжуцзю (кит.: 屠特若尸逐就; д/н — 178) — шаньюй південних хунну в 172—178 роках.

## Життєпис
Син шаньюя Їлінжоші Чжуцю. 172 року після повалення й смерті батька посів трон. Значний вплив мав східний великий дуюй Чжан Хуань. 177 року спільно з дуляо-гянгюнєм (урядником над південними хунну) Цзян Мінєм виступив проти Тяньшихуая, кагана сяньбі, але зазнав поразки, втративши 3/4 свого війська.
Помер Тутежоші Чжуцзю 178 року. Йому спадкував син Хучжен.